# Wieżyca
Die Wieżyca (kaschubisch Wieżëca), deutsch Turmberg, ist mit 329 m n.p.m. der höchste Berg im nördlichen Polen. Gleichzeitig ist sie die höchste Erhebung, die vom skandinavischen Inlandeis südlich der Ostsee (Dänemark, Norddeutschland, Polen, Baltikum) aufgeschüttet wurde und der höchste Berg zwischen dem Harz im Westen und dem Dsjarschynskaja Hara bei Minsk im Osten. Er ist auch der höchste Berg auf dem Gebiet der ehemaligen Provinz Westpreußen.

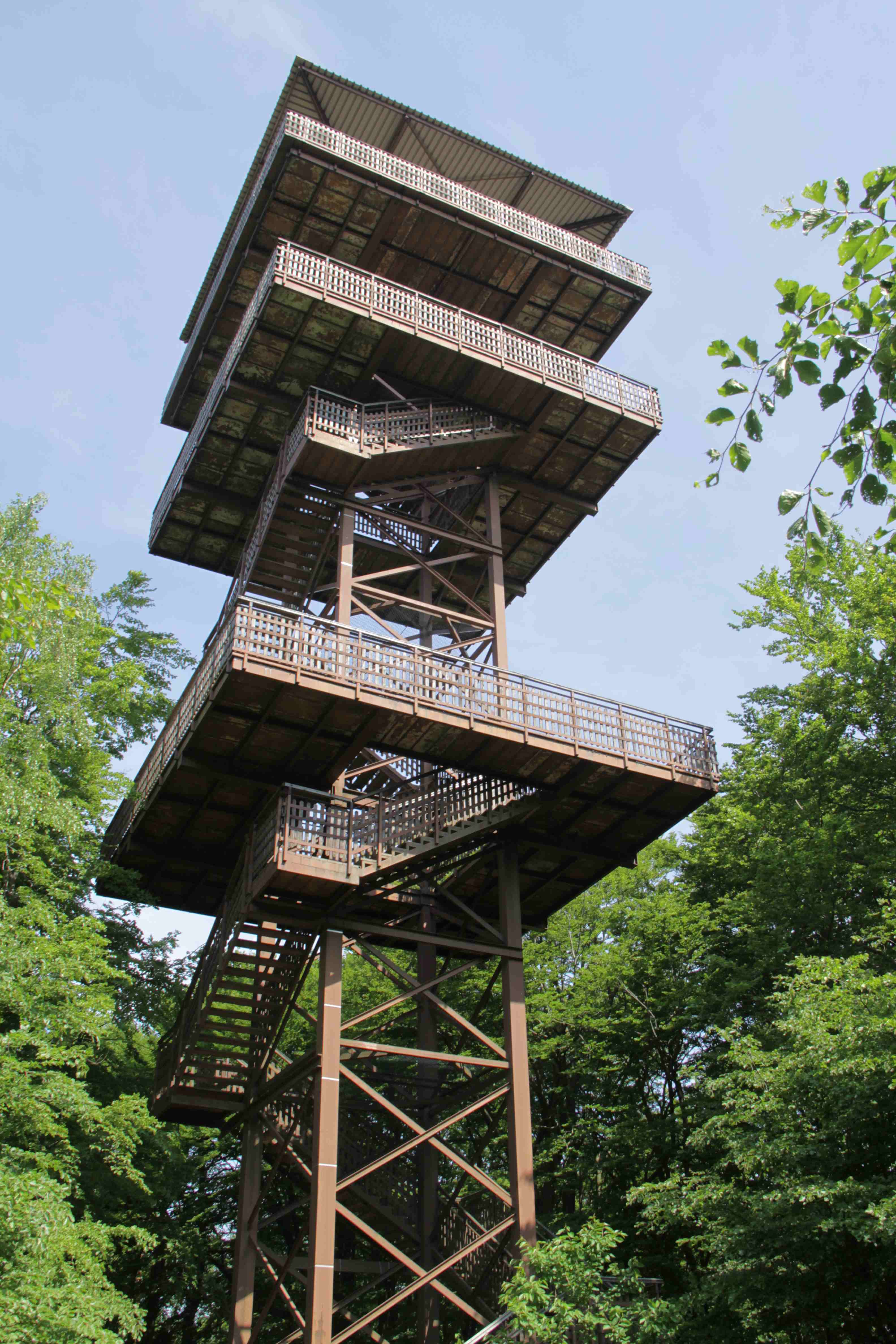
Aussichtsturm Wieżyca

Der Berg befindet sich in der Woiwodschaft Pommern, ungefähr 45 km südwestlich von Danzig, im Nordosten der Pommerschen Seenplatte, die zum Baltischen Landrücken gehört. Unweit seines Gipfels entspringen Radunia (Radaune), Łeba (Leba) und Wierzyca (Ferse).
Auf der Wieżyca steht ein 35 m hoher Aussichtsturm. 
Die größten Ortschaften nahe dem Berg sind Kościerzyna (Berent) im Süden und Kartuzy (Karthaus) im Norden; direkt südlich der Wieżyca liegt Szymbark (Schönberg). Unweit des Bergs befindet sich auch die touristisch bedeutende Ortschaft Wieżyca mit mehreren großen Badeseen und einem Haltepunkt an der Bahnstrecke Gdynia Główna–Kościerzyna.